# 전효실
전효실(全孝實, 1972년 5월 17일 ~ )는 대한민국의 희극 배우이자 방송인이다. KBS 공채 개그맨 7기. 동기로는 금병완, 김국진, 김수용, 김용만, 남희석, 박병득, 박수홍, 양원경, 엄정필, 유재석, 윤기원, 이영재, 최승경 등이 있다.

## 주요 작품

### 방송
- 새롭게 하소서 (CBS)
- 속풀이쇼 동치미 (MBN)
- 2013년 8월 18일 KBS 1TV 《강연 100℃》 - 57회
  - 강연주제 : 괜찮다
  - 공감온도 : 93°C